# Tring

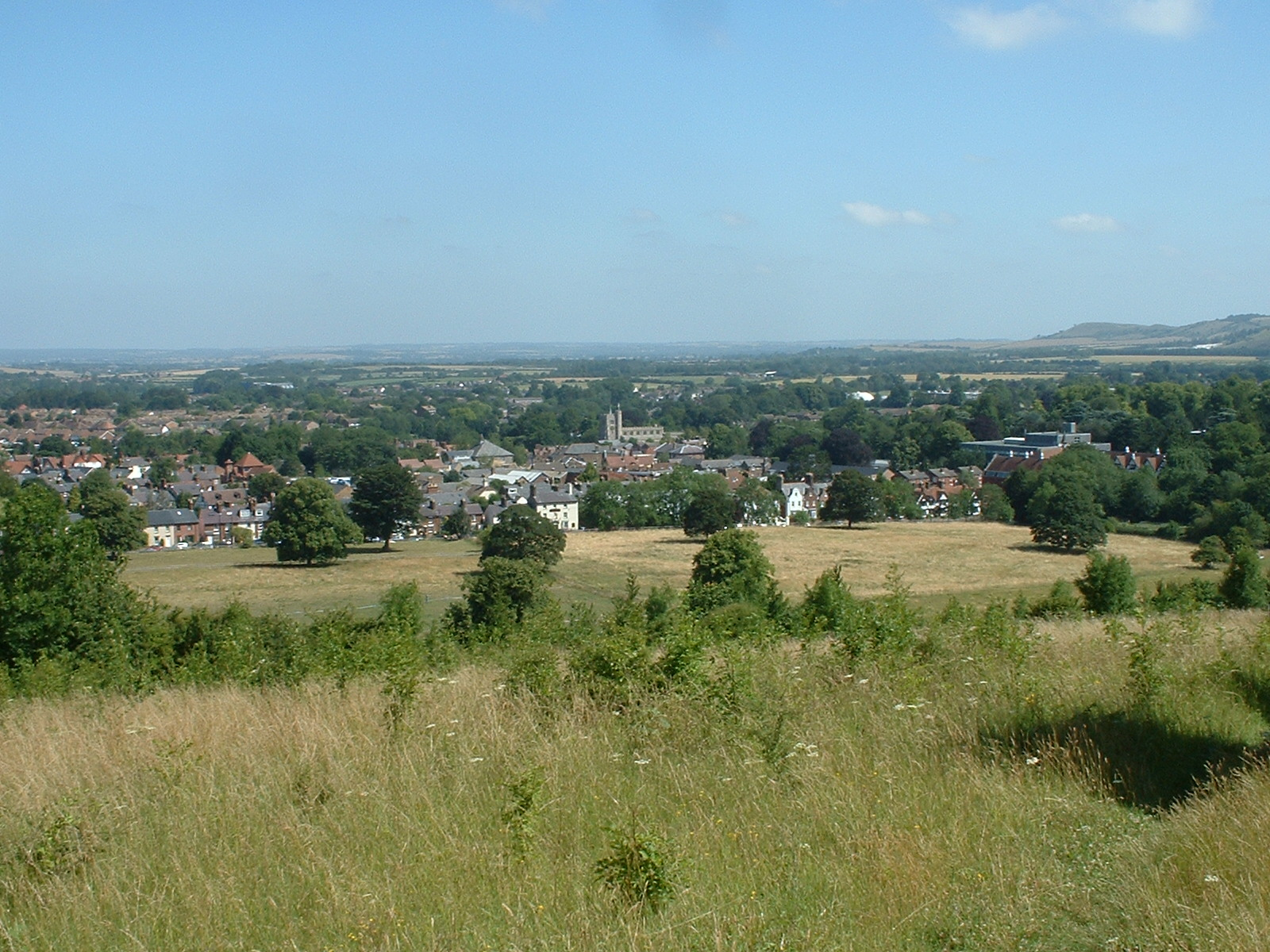
Widok na miasto Tring

Tring – miasto w Wielkiej Brytanii, w Anglii, w regionie East of England, w hrabstwie Hertfordshire. 
W 2001 miasto to zamieszkiwało 11 635 osób w 4 701 domostwach. W mieście znajduje się Muzeum Historii Naturalnej.